# Rezerwat przyrody Grafik
Rezerwat przyrody Grafik – leśny rezerwat przyrody położony na terenie powiatu strzeleckiego, w gminie Leśnica (województwo opolskie). Rezerwat znajduje się około 1 km na południowy zachód od zabudowań miejscowości Czarnocin, w granicach Parku Krajobrazowego Góra Świętej Anny i obszaru Natura 2000 „Góra Świętej Anny”.
Obszar chroniony utworzono w 1997 r. w celu zachowania ze względów naukowych i dydaktycznych lasu bukowego o charakterze naturalnym z udziałem licznych drzew pomnikowych. Teren rezerwatu obejmuje starodrzew bukowy porastający podłoże lessowe z licznymi formami erozyjnymi: dolinami wciosowymi, jarami i lejami krasowymi. Drzewostan  reprezentuje, według dokumentacji planu ochrony z 2017 r., zespół kwaśnej buczyny niżowej. Wcześniejsze publikacje podawały też występowanie żyznej buczyny niżowej oraz stanowiska nie objętych już ochroną gatunkową roślin naczyniowych. Jedyny podlegający ochronie gatunkowej po 2014 r. reprezentant flory rezerwatu to mech widłoząb miotlasty. W rezerwacie występują natomiast rzadkie w regionie, choć nie podlegające ochronie gatunkowej, rośliny naczyniowe: perłówka jednokwiatowa, przytulia okrągłolistna, przetacznik górski, tojeść gajowa.
Powierzchnia rezerwatu według aktu powołującego wynosiła 27,43 ha; najnowsze zarządzenie w sprawie rezerwatu z 2016 r. podaje wartość 27,01 ha. Plan ochrony z 2017 r. ustanowił ochronę ścisłą na całym obszarze rezerwatu.
Rezerwat leży na terenie Nadleśnictwa Strzelce Opolskie. Nadzór sprawuje Regionalny Dyrektor Ochrony Środowiska w Opolu.

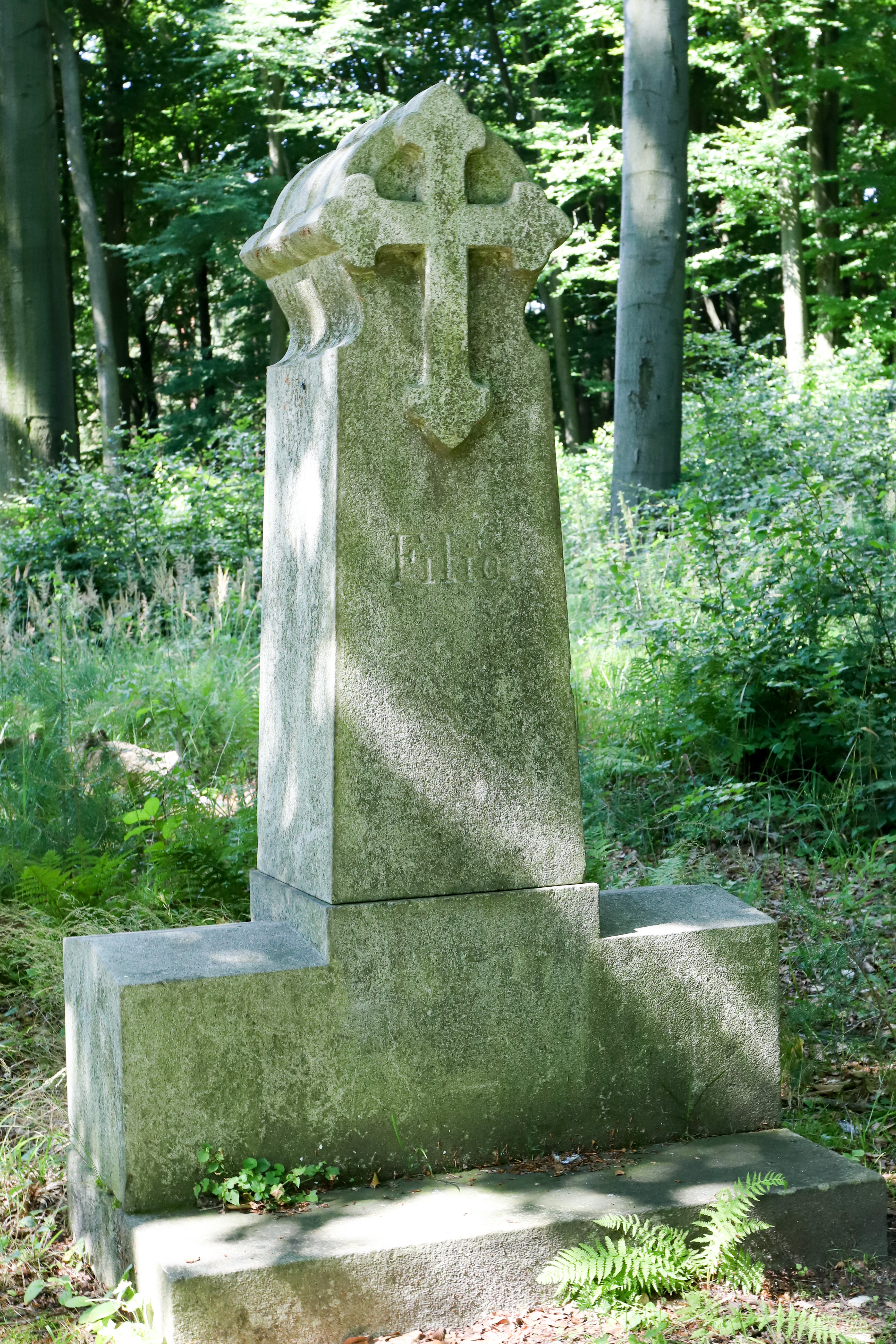
Pomnik „Filio”

Na terenie rezerwatu znajduje się pomnik z inskrypcją „Filio” (łac. Synowi) upamiętniający tragiczną śmierć syna właściciela tego terenu – hrabiego Andrzeja Renarda – podczas polowania w 1855 r. Monument ten nazywany jest Grafikiem i dał on nazwę rezerwatowi.
Teren rezerwatu nie został bezpośrednio udostępniony do zwiedzania, jednak wzdłuż jego granicy biegnie ścieżka dydaktyczna „Z Góry św. Anny do Zalesia Śląskiego przez rezerwat »Grafik« i »Boże Oko«” oraz  szlak turystyczny im. Roberta Oszka.